# Estació de Villena Alta Velocitat
|  | Per a altres significats sobre l'article de l'estació convencional de Villena, vegeu «Estació de Villena». |

Villena Alta Velocitat és una estació ferroviària d'alta velocitat situada al municipi valencià de Villena a la comarca de l'Alt Vinalopó. Es troba al punt quilomètric 435 de la línia d'alta velocitat Madrid-Llevant, a una distància de 6 quilòmetres de la localitat de Villena i a 2,5 quilòmetres de l'autovia A-31. Aquesta estació ofereix serveis d'alta velocitat a les comarques de l'Alt i Mitjà Vinalopó, a la comarca manxega del Corredor de Almansa i a la comarca murciana de l'Altiplano.

## Situació ferroviària

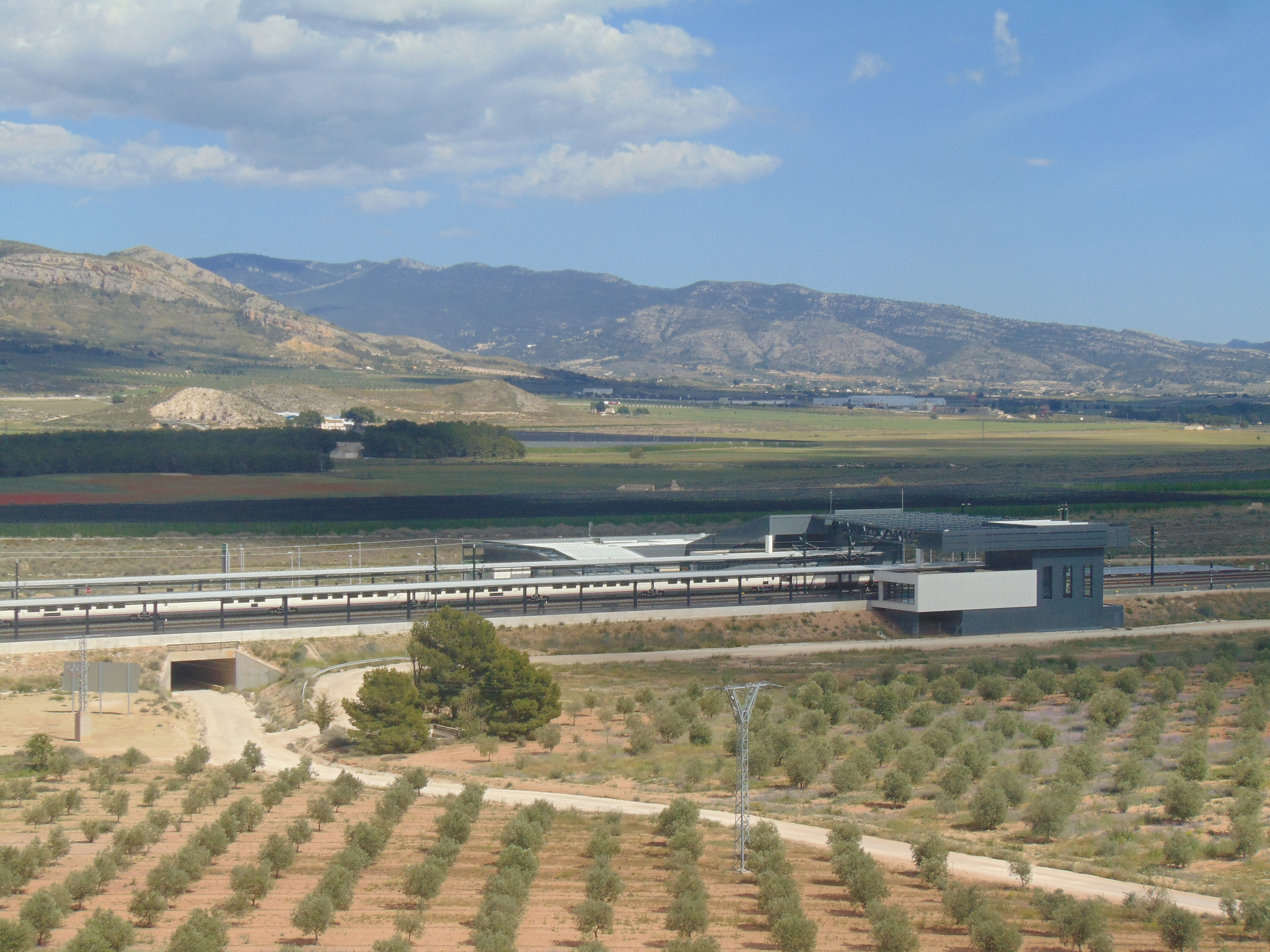
Vista aèria de l'estació de Villena AV.

L'estació es troba al punt quilomètric 435,5 de la línia fèrria d'alta velocitat que uneix Madrid amb Alacant.

## Història
El març de 2009, Adif va licitar les obres per a la construcció de l'estació d'alta velocitat de Villena.
Al setembre de 2012, Adif va adjudicar el contracte d'obres de construcció de l'estació per un import de 11,5 milions d'euros, amb un termini d'execució de 12 mesos. Les obres de l'estació van començar al novembre de 2012 i van durar 7 mesos, 5 mesos menys del previst inicialment.

L'estació es va inaugurar el 17 de juny de 2013 amb motiu de la inauguració del tram d'alta velocitat Albacete-Alacant. A la inauguració hi van assistir l'aleshores Príncep Felip de Borbó, el president del govern Mariano Rajoy i el president de la Generalitat Valenciana Alberto Fabra, entre altres autoritats.

## L'estació
L'estació es troba al sud de la ciutat de Villena, prop de la Colonia de Santa Eulalia. El recinte de l'estació ocupa una superfície total de 40 800 metres quadrats, dels quals 2500 es corresponen amb l'edifici de viatgers. Aquesta part inclou la zona d'embarcament per als passatgers, el vestíbul i una part de locals comercials on se situen serveis com una agència de turisme. A més, l'estació compta amb un aparcament de 300 places, amb la possibilitat d'ampliar-se fins a les 600.
D'altra banda, posseeix infraestructura bioclimàtica i està dotada de dues andanes d'uns 400 metres de longitud i 10 d'ample, amb marquesines i paviment de material antilliscant. L'estació té 4 vies d'ample UIC, de les quals 2 són passants i les altres 2, d'estacionament. El recinte, a més de ser estació ferroviària, té una funció de lloc d'avançament i estacionament de trens.

## Accessos
En l'actualitat, s'accedeix a l'estació per tres de camins rurals asfaltats. Des de l'autovia A-31, un camí rural que travessa la Colonia de Santa Eulalia per una via pecuària; des de Villena, el camí de Sant Joan; i finalment, la carretera CV-813, que es va ampliar perquè provisionalment fora l'accés principal. El projecte inicial preveia construir un ramal directe de l'autovia en línia recta que es va pressupostar en uns 15 milions d'euros, però l'opció va ser desestimada.
Així mateix, està connectada amb el nucli urbà de Villena per taxis de la ciutat.
Des de la seua inauguració fins a uns anys després, va estar connectada per autobús amb Torrevella.

## Serveis ferroviaris

### Llarga Distància
Villena compta amb àmplies connexions d'alta velocitat gràcies als trens AVE que la uneixen amb Madrid, Alacant i Castella-la Manxa. A aquests trens cal unir els Alvia, que la connecten amb Castella i Lleó, Astúries, Cantàbria i Galícia.